# Прохлорофиты
Прохлорофи́ты (лат. Prochlorales — «дохлорофильные дробянки») — порядок прокариот, обычно относимый к царству бактерий, отличительной особенностью представителей которого является способность к оксигенному фотосинтезу, сходному с таковым у цианобактерий при отличном от цианобактерий составе фотосинтезирующих пигментов.

## Строение и физиология
Одноклеточные организмы сферической или продолговатой формы, подвижные или неподвижные. Большую часть цитоплазмы занимают тилакоиды, расположенные концентрически у поверхности клетки и не отграниченные от цитоплазмы какой-либо мембраной. Поверхность тилакоидов гладкая. Клеточная стенка грамотрицательного типа.
Отличительной особенностью прохлорофитов является пигментный состав клетки: характерные для цианобактерий фикобилины отсутствуют, зато обнаружен хлорофилл b, не свойственный другим прокариотам. Также имеются в незначительном количестве хлорофилл a и каротиноиды. По составу жирных кислот и гликопротеидов близки к цианобактериям.
Автотрофы. Активно фиксируют оксид углерода (IV) в восстановительном пентозофосфатном цикле, для чего имеют своеобразные ферменты: фосфорибулокиназу и рибулозобисфосфаткарбоксилазу. Последняя содержится в особых органеллах — карбоксисомах, состоящих из 8 субъединиц и сходных, таким образом, с карбоксисомами зелёных водорослей. Запасным питательным веществом является полисахарид, сходный с гликогеном цианобактерий. Некоторые виды способны фиксировать атмосферный азот.

## Состав и экология
Первый представитель прохлорофитов (род Prochloron) был обнаружен в 1975 г. на поверхности тела колониальных асцидий. Он ведёт нахлебнический образ жизни, потребляя аминокислоты (в первую очередь — триптофан), которые содержатся в выбрасываемых через клоакальный сифон асцидии остатках пищи. В следующем году был выделен таксон (первоначально — подкласс) прохлорофиты (Prochlorophyta) с типовым (и единственным тогда) родом Prochloron.
В 1986 г. был описан новый род прохлорофитов Prochlorotrix, представители которого — свободноживущие обитатели пресных водоёмов. В 1988 г. добавился третий род — Prochlorococcus, представители которого также являются свободноживущими, но обитают в океане.

## Значение
В силу своей редкости прохлорофиты не имеют какого-либо существенного практического значения, однако представляют немалый научный интерес как возможные «предки» хлоропластов эукариот.